# Jean Henri Latude
Jean Henri Latude, noto anche come Masers de Latude o semplicemente Latude, (Montagnac, 23 marzo 1725 – Parigi, 1º gennaio 1805) è stato un avventuriero e scrittore francese, celebre per le sue evasioni e per la redazione delle sue Mémoires, piene di imprecisioni ed esagerazioni, ma che ebbero un grande successo durante la Rivoluzione.

## Biografia
Nato nel 1725 a Montagnac da un padre sconosciuto e da Jeanne Aubrespy, una borghese o serva a seconda delle biografie, il giovane prestò inizialmente servizio come chirurgo negli eserciti del re. Dopo aver servito nella Guerra di successione austriaca come garzone chirurgo, condusse una vita dissipata a Parigi.
All'inizio del 1749, al fine di mettersi in mostra e di ottenere il favore della maîtresse reale, Madame de Pompadour, prepara un pacco con una trappola esplosiva contenente lacrime bataviane vuote che invia alla marchesa a Versailles, per poi avvertirla del pericolo all'ultimo minuto, sperando in una bella ricompensa. La polizia prende molto sul serio la questione e cerca invano di sventare una cospirazione che non esiste.
Invece di confessare la frode, il giovane continuò a mentire. Nel maggio del 1749 fu inviato con una lettre de cachet alla Bastiglia (dove scrisse un testo sulla sua camicia con il suo stesso sangue), in seguito alle lamentele di Madame de Pompadour sulle sue condizioni di detenzione, fu trasferito nella prigione di Vincennes, da dove fuggì l'anno successivo. Incarcerato nuovamente alla Bastiglia, riuscì a fuggire in tutto tre volte: nel 1750, nel 1756 e nel 1765. L'evasione più famosa fu quella del 25 febbraio 1756, quando si lasciò scivolare giù dal camino con un complice (Antoine Allègre, nativo della Linguadoca come lui) usando una scala di corda, intrecciata con fili estratti da vestiti che teneva in un baule, e i pioli di legno tagliati dalla legna da ardere.
Veniva comunque riportato indietro tutte le volte e la sua detenzione peggiorava ogniqualvolta tentava la fuga. Latude fu così registrato alla Bastiglia con il suo vero nome, poi con i soprannomi Danry, Maiville e infine Villemain. In conformità con le regole, fu ripetutamente portato nelle carceri riservate ai prigionieri insubordinati. Latude racconta come, di fronte alla crudeltà dei suoi carcerieri, trovò il suo unico conforto nella compagnia dei ratti, che addomesticò e successivamente dei piccioni, che consegnò a Madame de Pompadour. Scrisse le sue Memorie prima sulla mollica di pane appiattita, intingendo lische di pesce nel suo stesso sangue, poi su carta fornita dal cappellano, preso da pietà.
Nel 1765, con quattro anni di ritardo rispetto alla morte del Marchese Henri Vissec de Latude, che presentò come suo padre, assunse il nome di Masers de Latude senza essere in grado di produrre, dal profondo della sua prigione, alcuna prova a favore di questa affermazione, da cui lo scetticismo degli storici. Tuttavia, nell'ottobre 1987, un colloquio organizzatosi a Montagnac (città natale di Latude, nell'attuale dipartimento dell'Hérault) ha fornito le prime prove, basate sugli archivi di questo comune, a favore di un legame tra il marchese Henri Vissec de Latude e il famoso prigioniero della Bastiglia. In primo luogo, sua madre, Jeanne Aubrespy, lungi dall'essere stata una serva, proveniva da una famiglia benestante in grado di inviare grandi somme di denaro al figlio in prigionia, e fu sepolta nella navata della chiesa di Montagnac. In secondo luogo, nel 1748, questa stessa Jeanne Aubrespy redasse un testamento, non a nome del figlio, ma a nome del Barone di Fontès, che faceva di cognome Vissec de Latude. Questo stabilisce la vicinanza dell'avventuriero alla famiglia Vissec de Latude.
Nel 1775 l'uomo che d'ora in poi si definì Latude riuscì ad allentare la severità del giudice Malesherbes e fu spedito all'Ospizio di Charenton dove si riunì al vecchio complice Antoine Allègre, che era intanto finito a Charenton poiché impazzito. Malesherbes fece rilasciare Latude due anni dopo, nel giugno 1777, con l'obbligo però di stare lontano da Parigi. A 43 leghe dalla capitale, tuttavia, fu catturato e riportato in prigione, questa volta all'ospedale di Bicêtre, con l'accusa di furto commesso mentre era libero. Una certa Madame Legros si interessò a lui e, in una delle sue memorie di protesta, la donna perorò la sua causa presso la regina Maria Antonietta. Durante la sua detenzione a Bicêtre, che fu la più dura, Latude contrasse lo scorbuto. Fu finalmente rilasciato il 24 marzo 1784 e da quel momento in poi fece quello che voleva e rimase nella capitale. Fingendosi vittima del dispotismo e della Pompadour, e sfruttando i molti anni di prigione, riuscì ad attirare l'attenzione sul suo caso, spacciandosi per il figlio di un gentiluomo, il Marchese di La Tude. Luigi XVI gli concesse allora una pensione e raccolse una sottoscrizione a suo favore, a cui i più grandi nomi del regno si affrettarono a sottoscrivere.

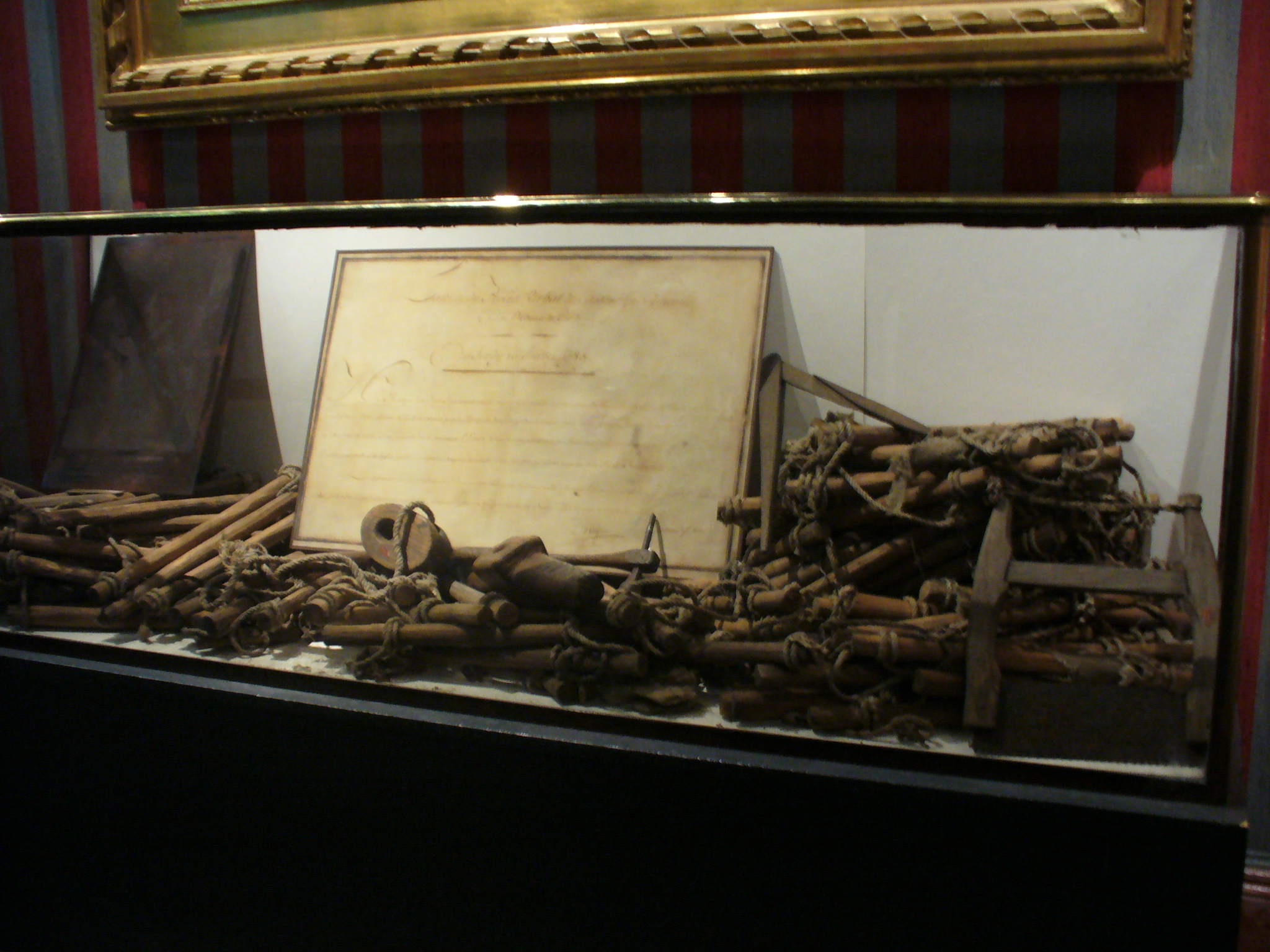
La scala di corda con cui Latude evase dalla Bastiglia, esposta al Museo Carnavalet.

Quando la Bastiglia fu presa, recuperò la scala dalla sua fuga del 1756 e la presentò all'Hôtel de Ville con grande clamore. Oggi si trova al Museo Carnavalet di Parigi.
L'opera principale di Latude, scritta in collaborazione con un avvocato di nome Thiery, fu Le Despotisme dévoilé, ou Mémoires de Henri Masers de la Tude, détenu pendant trente-cinq ans dans les diverses prisons d'État (Amsterdam, 1787, ed. Parigi, 1889). Seppur ricco di imprecisioni ed esagerazioni, godette comunque di grande popolarità durante la Rivoluzione.
L'Assemblea Costituente gli rifiutò la pensione richiesta, ma l'Assemblea legislativa gli concesse una pensione di 3.000 lire grazie all'intervento di Quesnay de Saint Germain (nipote di François Quesnay). Nel 1793 ottenne anche una sentenza del tribunale che imponeva agli eredi di Madame de Pompadour di pagargli 60.000 lire di danni. Latude morì ricco ma dimenticato nel 1805, sotto l'Impero napoleonico.

## Opere

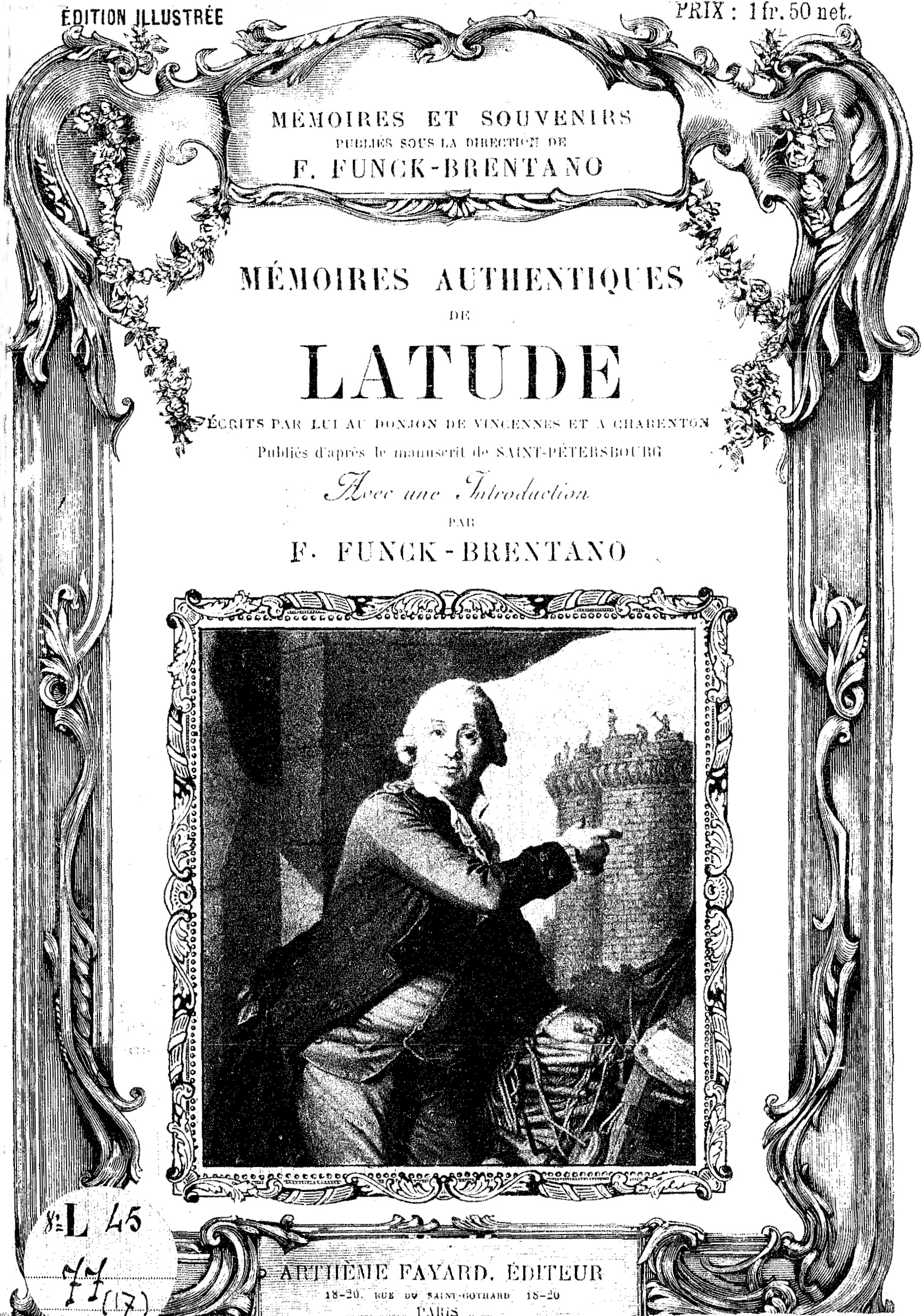
Copertina delle Mémoires authentiques de Latude

- Relation des emprisonnemens et des évasions des châteaux de la Bastille, de Vincennes et de Bicêtre, de M. Henri Mazers de La Tude, écrite par lui-même en décembre 1782, 1785
- Histoire d'une détention de trente-neuf ans dans les prisons d'État, écrite par le prisonnier lui-même, con un avviso dell'editore Saint Aulaire Jean Yrieix de Beaupoil, Amsterdam, 1787
- Le Despotisme dévoilé, ou Mémoires de Henri Masers de Latude, détenu pendant trente-cinq ans dans diverses prisons d'État, rédigés sur les pièces originales par M., 1790
- Mémoires authentiques de Latude : écrits par lui au donjon de Vincennes et à Charenton, con un'introduzione di Funck-Brentano e illustrato, Parigi, Fayard, 1911 (disponibile pure su Gutemberg).

## Nella cultura di massa

### Pittura
- Latude è stato ritratto mentre indica la prigione della Bastiglia da Antoine Vestier (quadro esposto al Museo Carnavalet). La stessa immagine è riprodotta in bianco e nero sulla copertina delle Mémoires curate da Frantz Funck-Brentano del 1911.

### Teatro
- 1834 : Latude, ou Trente-cinq ans de captivité, melodramma storico in tre atti e cinque tableaux di Pixerécourt e Anicet Bourgeois, musica di Alexandre Piccinni.
- 1835 : Latude, ou le Prisonnier de la Bastille, pièce di Pierre-Michel Martin detto Lubize.
- 1913 : Madame Legros, pièce di Heinrich Mann.

### Cinema
- Latude ou Trente-cinq ans de captivité, un film muto francese diretto da Gérard Bourgeois e Georges Fagot, uscito nel 1911, in cui il ruolo di Latude è interpretato da René Alexandre, attore della Comédie-Française.
- In Si Paris nous était conté, un film francese diretto da Sacha Guitry, uscito nel 1955, è interpretato da Robert Lamoureux, mentre Louis de Funès è nei panni di Antoine Allègre, il complice imprigionato con lui.
- Nella serie televisiva Le evasioni celebri, trasmessa nel 1972, è impersonificato da Michel Duchaussoy.

### Videogiochi
- In Assassin's Creed: Unity del 2014, Latude appare durante una missione secondaria in cui si richiede all'avventuriero di recuperare la propria scala di corda dalla Bastiglia.